# Лато
Лато (на гръцки: Λατώ) е античен град разположен в източната част на остров Крит, Гърция в ном Ласити и дем Агиос Николаос. Намира се на 3 km северно от село Крица в близост до залива Мирабело.
Селището е основано около 7 в. пр.н.е. от дорийците след като те завладяват Крит и изтласкват минойците, чийто по-стар град по тези места, Кастелос, е изоставен. Лато дълго време е един от най-силните градове-държави на дорийците на Крит. Той е имал два акропола със защитни стени разположени на всеки от двата хълма над града. При археологическите разкопки са намерени освен жилищни сгради и работилници, но също и театър с капацитет до 350 души, храм и светилище. Главната градска порта е имала три последователни входа с два квадратни двора за по-добър контрол над влизащите в града. След тях започва улица с осемдесет стъпала, водеща до агората. За събиране на дъждовна вода са използвани изсечени в скалите подземни цистерни.
Лато през цялото си съществуване води постоянни войни със съседните полиси за налагане на влияние и разширяване на границите. Градът сече собствени монети с изображения на богинята Илития, покровителка на родилките. Достига разцвета си през V в. пр.н.е.
В Лато е роден Неарх, адмиралът на Александър Велики.
Археологическият обект е отворен за посещения всеки ден с изключение на понеделник и официалните празници между 8:00 и 15:00 ч.